# Okinawa (film)
Okinawa (Halls of Montezuma) è un film del 1951 diretto da Lewis Milestone che narra le vicende di un plotone del corpo dei Marines che sbarcano sull'isola di Okinawa combattendo contro l'esercito giapponese durante la Guerra del Pacifico.

## Trama
Durante la seconda guerra mondiale un battaglione di marine si prepara a sbarcare sull'isola di Okinawa controllata dai Giapponesi. Il tenente colonnello Gilfillan avverte gli uomini che sarà una missione difficile e che è stato loro ordinato di fare prigionieri per ottenere informazioni sulle fortificazioni giapponesi. Sottocoperta, il veterano tenente Carl Anderson, un giovane professore di chimica nella vita civile, parla con il suo ex studente, il caporale Stuart Conroy, che si lamenta di essere malato e non può combattere. Carl gli assicura che ha già dimostrato coraggio e che può farlo di nuovo. Nel mezzo da sbarco diretto a riva, il medico militare "Doc" Jones è preoccupato perché Carl soffre da mesi di "emicranie psicologiche". Carl e il suo plotone hanno combattuto da Guadalcanal in poi, e ora rimangono solo sette uomini del plotone originale. Sebbene Doc abbia esortato Carl a farsi curare negli Stati Uniti, questi si rifiuta di lasciare i suoi uomini e si è affida a Doc per fornirgli oppiacei antidolorifici.
L'avanzata in territorio nemico sembra dapprima facile, ma poco dopo si scatena l'inferno: i militari americani sono sotto il fuoco di terribili proiettili razzo di cui neanche l'aeronautica riesce a stabilire con certezza il punto di partenza. Quando Coffman, che Carl ha salvato dall'annegamento a Tarawa, viene ucciso, Carl è costretto a prendere altre pillole da Doc.
Carl si incontra con altri ufficiali al quartier generale del battaglione, dove Gilfillan racconta i guai che stanno avendo nel catturare prigionieri e ottenere informazioni da loro. Il sergente Randolph Johnson, che conosce la lingua giapponese, interroga un prigioniero di guerra che è stato soprannominato "Willie" che rivela come alcuni soldati giapponesi, che detengono una roccaforte, sono disposti ad arrendersi. Gilfillan ha ricevuto, però, l'ordine di fermare i razzi entro nove ore, prima del prossimo assalto alle colline, per cui non c'è molto tempo e invia Anderson in avanscoperta, nonostante pensino sia un'imboscata, con alcuni uomini con lo scopo di fare una ricognizione di prendere quei soldati come prigionieri. Accompagnato da Randolph e dal corrispondente di guerra sergente Dickerman, Carl guida una pattuglia con i sei veterani rimasti e il sostituto Whitney, alla roccaforte, ma vengono presi in un'imboscata e Zelenko viene accecato. Gli uomini, tuttavia, riescono a  catturare i restanti giapponesi, tra cui un ufficiale ferito, tre soldati semplici e un anziano civile sotto shock. Carl trova inoltre una mappa sull'ufficiale ferito.
Il viaggio di ritorno non è semplice e un cecchino spara a Pretty Boy, che lo uccide durante il combattimento corpo a corpo. Lane poi spara accidentalmente e uccide Pretty Boy. Anche Doc muore per una ferita alla spalla, ma non prima di aver dato a Dickerman un messaggio per Carl.
Carl riporta finalmente i suoi prigionieri al quartier generale, dove l'ufficiale ferito commette hara-kiri con una baionetta che ha rubato a Randolph. Mentre il tenente Butterfield, esperto di mappe, lavora su una sovrapposizione di mappe giapponesi che si trova negli effetti personali di Pretty Boy, Carl e Randolph scoprono che uno dei prigionieri di guerra è in realtà un ufficiale altamente istruito e un famoso giocatore di baseball giapponese, che finge di essere un soldato semplice. Dalle dichiarazioni criptiche dell'ufficiale, che parla un inglese perfetto, insieme alle dichiarazioni dell'ufficiale che si è suicidato, Randolph deduce dove si trovano i razzi e il tenente Butterfield individua la posizione sulla mappa. Quando Carl e Dickerman tornano al plotone, apprendono da Slattery che Conroy è stato ucciso e questo sconvolge Carl che è pronto a rinunciare all'assalto alle colline. Dickerman, però, gli legge ad alta voce il messaggio che Doc gli aveva lasciato prima di morire e Carl, ripresa fiducia, getta via i suoi antidolorifici e conduce i suoi uomini in battaglia.

## Produzione
Le riprese si svolsero in California a Camp Pendleton. La United States Marine Corps fornì le attrezzature e le divise militari. Nel film dovevano esserci gli attori Paul Douglas, Anne Baxter e Dana Andrews.